# Dachstein (Bas-Rhin)
Dachstein ist eine französische Gemeinde und liegt im Département Bas-Rhin in der Region Grand Est (bis 2015 Elsass) zwischen Ergersheim und Molsheim. Sie hat 1783 Einwohner (Stand 1. Januar 2021) und ist Mitglied der Communauté de communes de la Région de Molsheim-Mutzig. Ein wichtiger Erwerbszweig ist die Landwirtschaft mit dem Ackerbau. Dachstein ist eine ehemalige, befestigte Bischofsstadt gewesen.
Sie trägt das Prädikat Village Fleuri.

## Wappen
| Wappen der Gemeinde Dachstein | Blasonierung: „In Blau ein leicht rechtsgekehrter segnender goldener Bischof mit Krummstab.“                                              |
| Wappen der Gemeinde Dachstein | Wappenbegründung: Der segnende Sankt Martin mit seinem Bischofsstab kennzeichnet die ehemalige Bedeutung von Dachstein als Bischofsstadt. |

## Bevölkerungsentwicklung
| Jahr      | 1962 | 1968 | 1975 | 1982 | 1990 | 1999  | 2001  | 2003  | 2006  | 2017  |
| --------- | ---- | ---- | ---- | ---- | ---- | ----- | ----- | ----- | ----- | ----- |
| Einwohner | 620  | 788  | 952  | 936  | 957  | 1.271 | 1.396 | 1.430 | 1.439 | 1.802 |

## Sehenswürdigkeiten
Dachstein liegt abseits der wichtigsten Straßen im Elsass und ist daher touristisch wenig erschlossen. Das Dorf wartet dennoch mit sehenswerten Gebäuden auf wie
- dem mittelalterlichen Stadttor Porte de la Bruche,
- der Martinskirche (Église Saint-Martin), die noch gotische Bauteile aufweist, mit Langhaus und barockem Altar
- dem Renaissance-Schloss (im 19. Jahrhundert im Neorenaissancestil erweitert) der Familie de Turckheim, Château de Turckheim oder auch Vieux Château. Es war früher ein Sommersitz einiger Bischöfe von Straßburg und
- dem alten Waschhaus sowie
- dem Schloss Hervé Bourcart oder „La Magnanerie“. Es liegt eher im Dorfzentrum und wurde 1750 als private Villa erbaut, in der die königliche Schule der Seidenraupenzucht untergebracht war. Seit 1838 ist es im Besitz der Familie Hervé. In den 1990er-Jahren dienten das Schloss und die idyllische Umgebung als Kulisse für Dreharbeiten zu der Film-Saga Die Elsässer. Magnan ist ein okzitanischer Begriff und bedeutet Maulbeere. Die Magnanerie ist der Geschäftssitz einer Seidenraupenzucht.
- In den Straßen von Dachstein mehrere traditionelle Fachwerkhäuser, einige haben eine Galerie aus geschnitztem Holz.

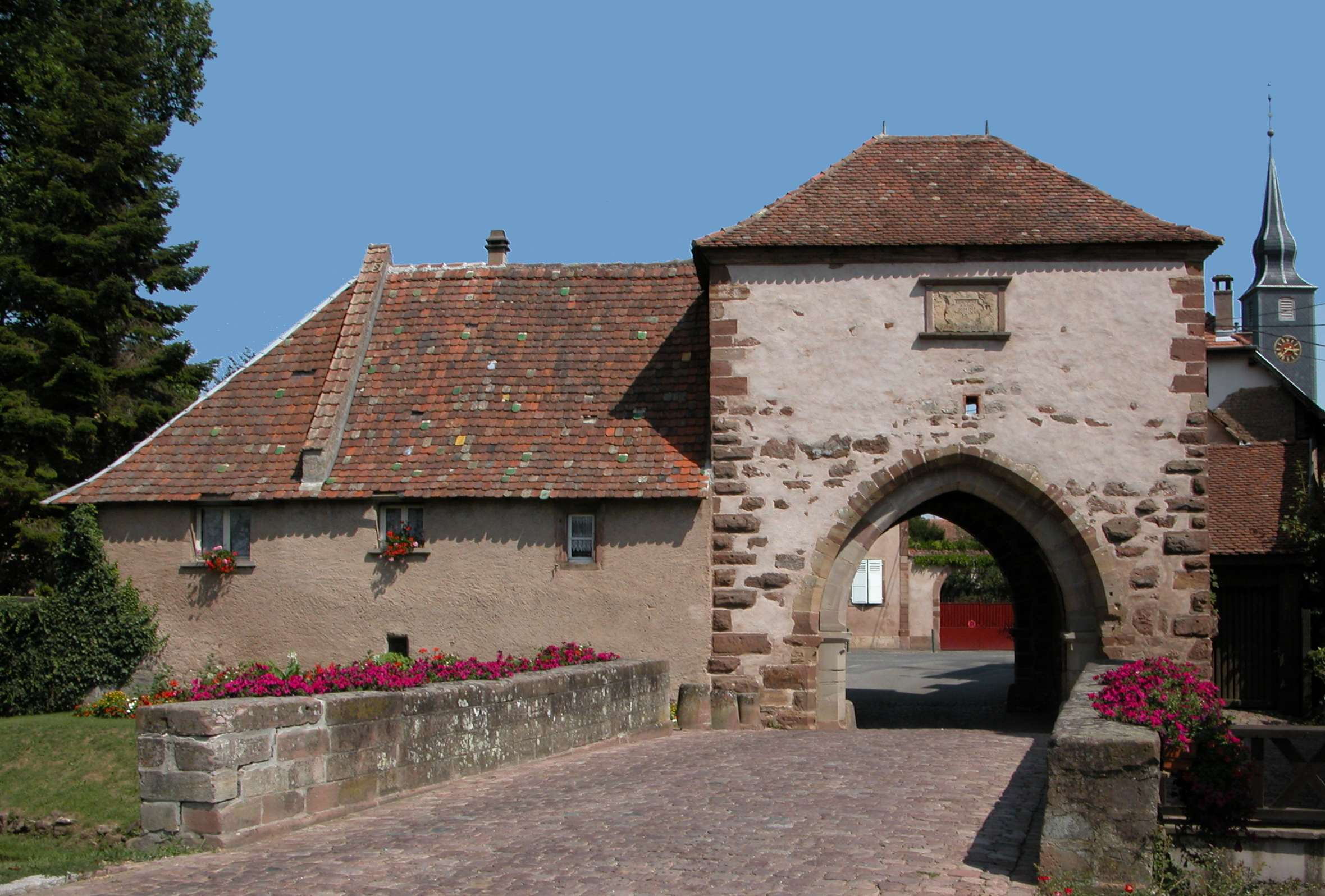
Mittelalterliches Stadttor Porte de la Bruche (Breuschtor)
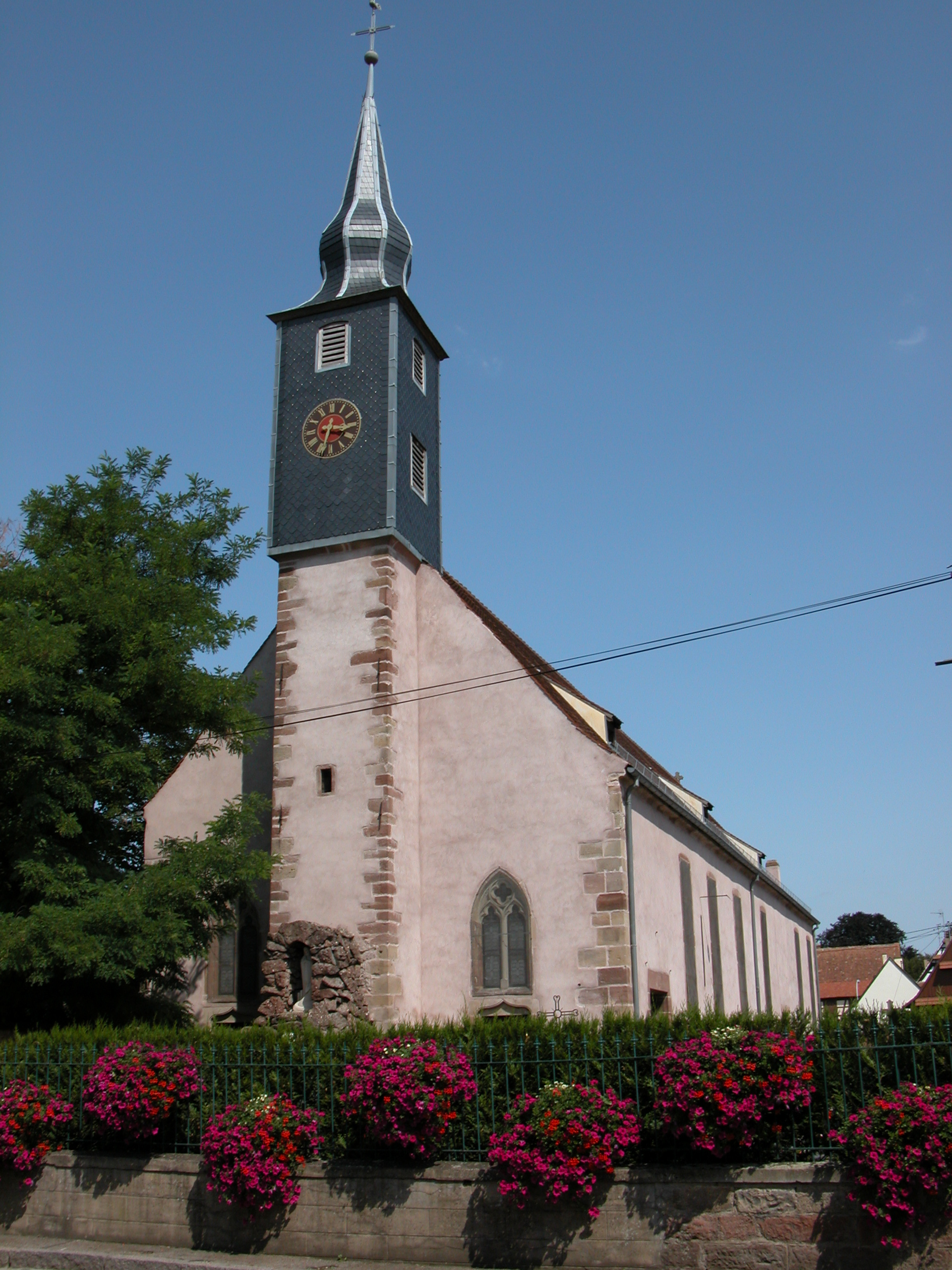
Barocke Martinskirche Église Saint-Martin
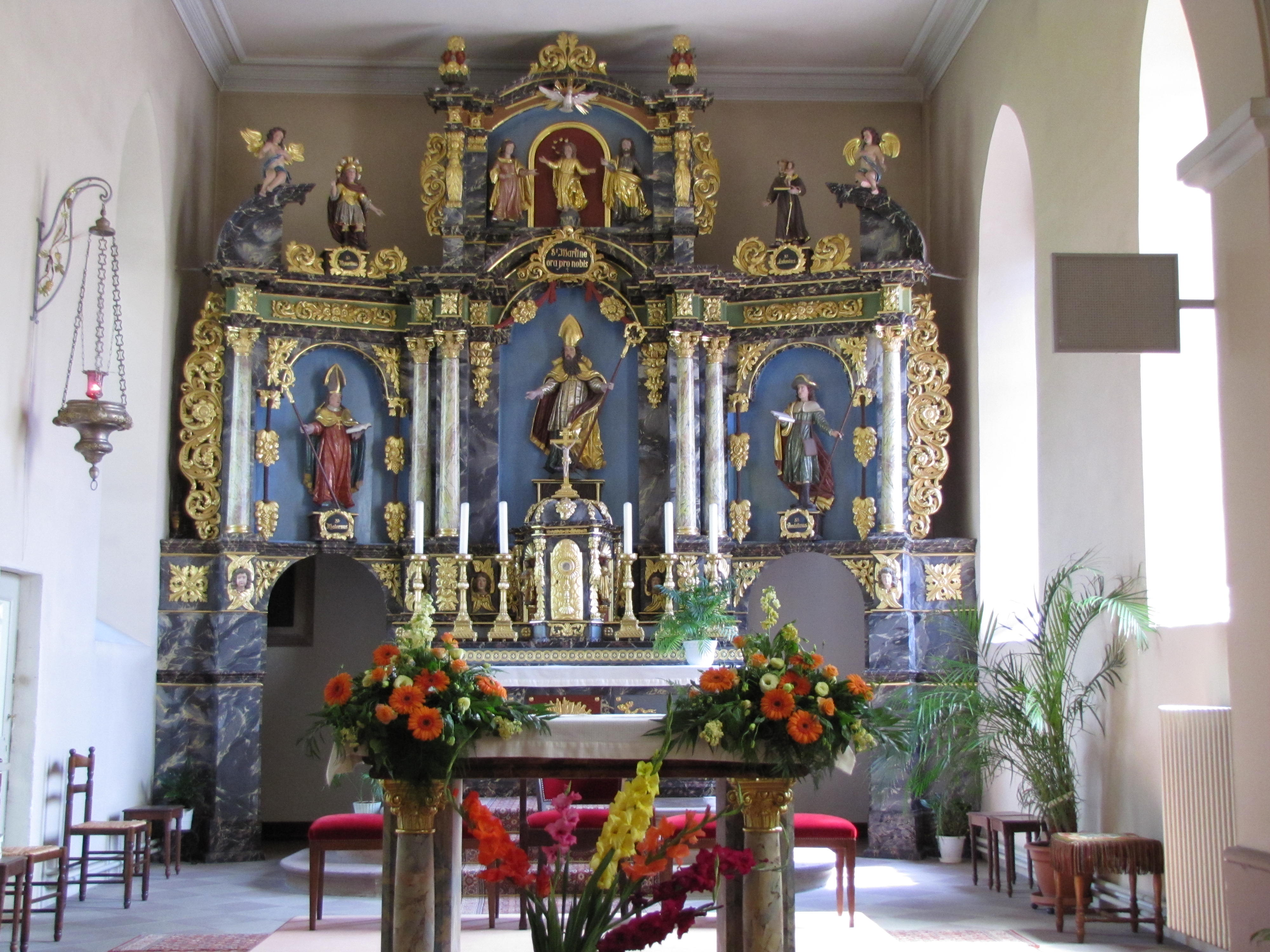
Hochaltar (um 1700) der Martinskirche
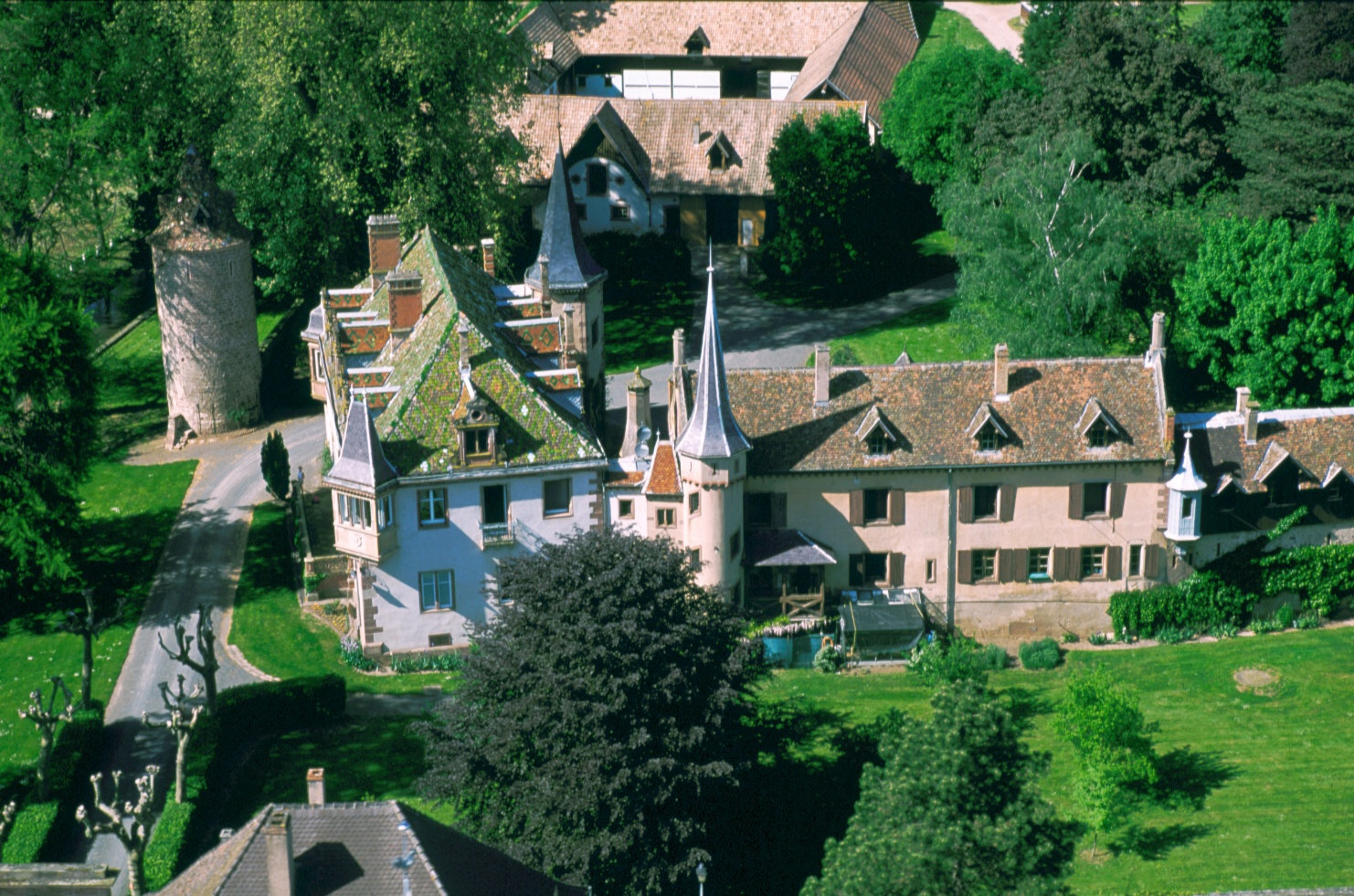
Château de Turckheim
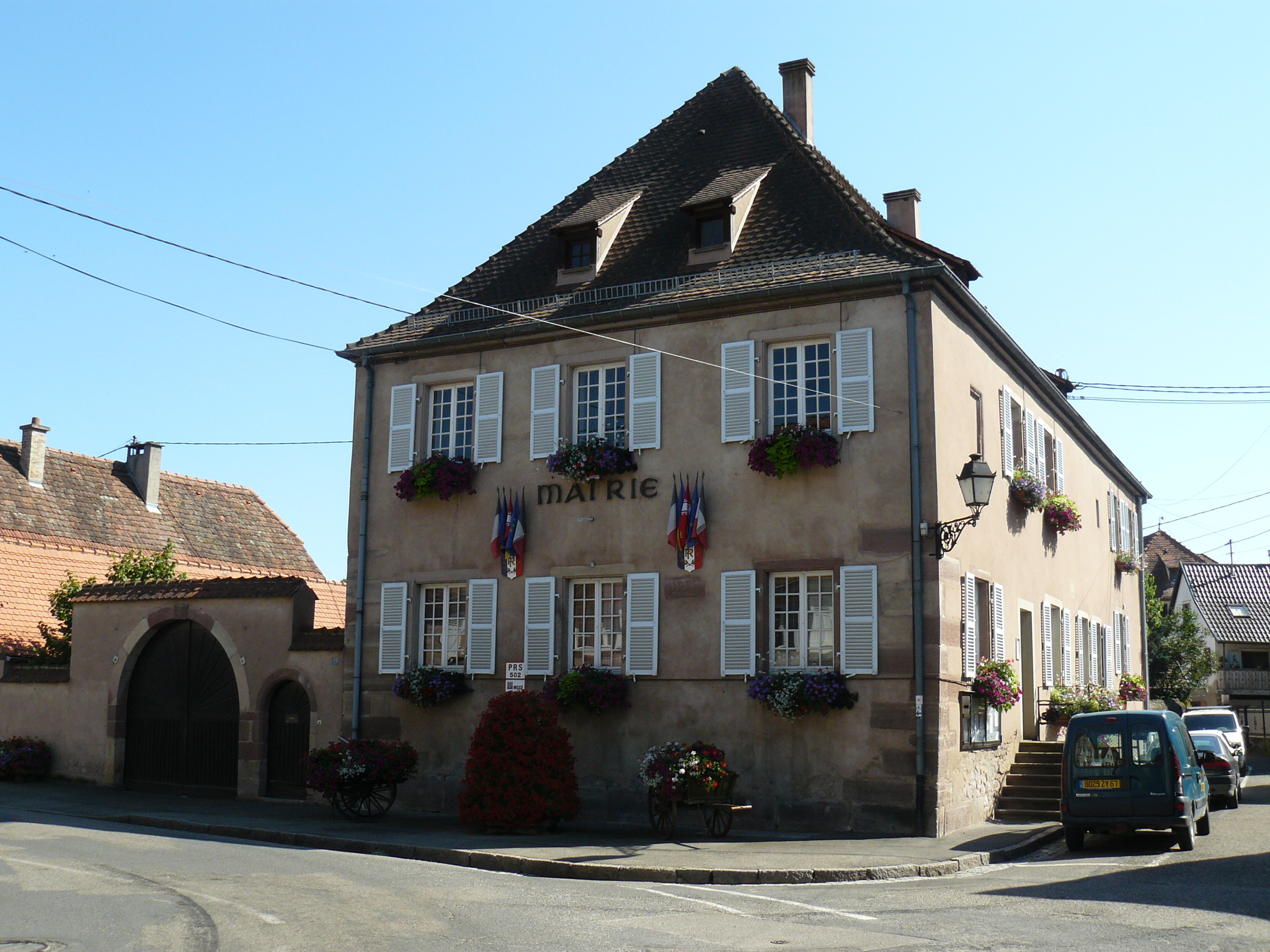
Rathaus (Mairie) von Dachstein

## Verkehr
Dachstein liegt an der Bahnstrecke Strasbourg–Saint-Dié und wird von TER-Zügen zwischen Straßburg und Molsheim bedient.

## Söhne- und Töchter der Stadt
- Luzian Pfleger (1876–1944), deutscher Historiker, Lehrer und Priester
- Georges Kling (1900–1962), französischer Autorennfahrer